# Червоний Схід
Червóний Схíд — пасажирський зупинний пункт Запорізької дирекції Придніпровської залізниці на лінії Пологи — Комиш-Зоря між зупинними пунктами Платформа 323 км та Платформа 326 км у Більмацькому районі Запорізької області.

## Пасажирське сполучення
На зупинному пункті зупиняються потяги приміського сполучення:
| Приміські потяги | Приміські потяги    | Приміські потяги |
| №                | Маршрут сполучення  | Курсування       |
| ---------------- | ------------------- | ---------------- |
| 6855             | Комиш-Зоря — Пологи | Щоденно          |
| 6856             | Пологи — Комиш-Зоря | Щоденно          |
| 6857             | Комиш-Зоря — Пологи | Щоденно          |
| 6860             | Пологи — Комиш-Зоря | Щоденно          |